# Amalgamated Wireless (Australasia)
Amalgamated Wireless (Australasia) (AWA) est un fabricant de produits électroniques et radiodiffuseur basé à Sydney, en Australie.

## Histoire
Fondée en 1909 à Homebush West en Nouvelle-Galles du Sud, AWA est pendant la majeure partie du XXe siècle la plus grande entreprise d'électronique du pays.
Après une restructuration, AWA est maintenant principalement une entreprise des technologies de l'information et de la communication (TIC).